# Robert E. Howard
Robert Ervin Howard (22. ledna 1906 Peaster, Texas – 11. června 1936 Cross Plains, Texas) byl známý americký spisovatel žánru fantasy, historických dobrodružných příběhů, hororů a westernů. Zároveň s tím je považován za jednoho ze zakladatelů podžánru fantasy – sword and sorcery (meč a magie). Byl psychicky nevyrovnaným člověkem, toužícím žít v jiném světě. Spáchal sebevraždu poté, co se dozvěděl o blížící se smrti své matky. Na poli žánru fantasy měl jediného rivala, a sice J. R. R. Tolkiena, a právě Tolkienova a Howardova literární podobnost inspirovala moderní žánr hrdinské fantasy. Spolu se svými dvěma přáteli a korespondenty C. A. Smithem a H. P. Lovecraftem patřil k nejdůležitějším spisovatelům Cthulhu mýtu.

## Život
Narodil se v Peasteru v Texasu jako jediný syn cestujícího venkovského lékaře Dr. Isaaca Mordecai Howarda a jeho ženy trpící tuberkulózou, Hester Jane Ervin Howard. Rody obou rodičů měly bohaté kořeny napříč americkým jihem, s různými předky od bojovníků Konfederace v občanské válce po zemědělce. Právě motivy hrdosti, ztráty a zloby později dominovaly v Howardově fikci. Autorův časný život byl tráven cestováním po texaských dobytkářských maloměstech: Dark Valley (1906), Seminole (1908), Bronte (1909), Poteet (1910), Oran (1912), Wichita Falls (1913), Bagwell (1913), Cross Cut (1915), Burkett (1918).
Rozhovory s válečnými veterány a texaskými rangery, vyprávění duchařských příběhů jeho babičkou a bývalými otroky a návštěvy starých pevností a historických míst, to vše na něj velmi zapůsobilo a stalo se jeho inspirací. Po čase dosáhl věku teenagera, dychtivě hltal krvavé historky umírajícího pohraničníka a naučil se umění dlouhého příběhu. Během Howardova mládí měla jeho matka velký vliv na jeho intelektuální růst.
Od mládí se zajímal o dráhu profesionálního spisovatele (podle něj se jednalo o jediný způsob obživy, který uznával za dostatečně svobodný) a svou první práci publikoval již v osmnácti letech. Jeho spisovatelská kariéra zasahovala do mnoha žánrů, ale největší slávu mu získaly až povídky o cimmeřanském barbaru Conanovi, vydávané ve slavném americkém pulpovém magazínu Weird Tales a jediná kniha, kterou kdy o slavném barbarovi napsal, Conan – Hodina draka. V těchto pracích rozvinul tajemný svět Hypeboreje – plný mýtů, magie a temných tajemství. Kromě barbara Conana napsal řadu dalších významných prací, mj. knihy o králi Kullovi, Piktovi Bran Mak Mornovi, válečnici Rudé Sonje, pirátech Cormacu Macu Artovi a Terenci Vulmeovi a o puritánu Solomonu Kaneovi. Kromě prózy psal i poezii, která se však s příliš velkou odezvou, zejména ze strany nakladatelů, nesetkala.
R. E. Howard spáchal sebevraždu zastřelením, když se dozvěděl o blížící se smrti své matky. Toto jsou poslední slova, která R. E. Howard napsal:
Všechno už odešlo – všechno už je pryč, tak položte mne na oltář. Je po slavnosti a lampy ztlumily svou zář.

## Dílo
Většina těchto knih obsahuje povídky, které jsou obsažené i v dalších knihách. Například povídka (vyšla knižně) Věž slona je obsažena v povídkové sbírce Conan Barbar.
- Muž z Cimmerie
- Šarlatová citadela
- Conan: Věž slona
- Conan a kletba monolitu – sbírka Howardových povídek, které byly dopracovány L. Sprague de Campem a Linem Carterem.
- Conan Barbar
- Conan Dobyvatel
- Conan – Hodina draka

Další knihy:
- Almuric
- Krok ze tmy – strašidelné povídky z let 1925–1932
- Zpátky do temnoty – strašidelné povídky z let 1932–1936
- Rudá Soňa, Stín supa – novela z roku 1934

R. E. Howard je znám zejména jako autor povídek, v nich se objevuje řada dalších postav, mezi ty nejslavnější, které v jeho dalších textech účinkují, patří především:
- Cormac Mac Art – keltský hrdina
- Bran Mak Morn – král Piktů (fantazijní prvky)
- Kull – předchůdce barbara Conana
- Solomon Kane – puritánský šermíř z konce 16. století